# Siilinjärvi
Siilinjärvi es un municipio de Finlandia ubicado en la región de Savonia del Norte.
En 2022, el municipio tenía una población de 21 243 habitantes, en un área de 507,81 kilómetros cuadrados.
Está situado a 23 kilómetros al norte de Kuopio, sobre la carretera E63.
El nombre del municipio significa "lago de erizo". En el municipio se encuentra también el aeropuerto de Kuopio.